# Силантьєв Денис Олегович
Денис Олегович Силантьєв (нар. 3 жовтня 1976, Запоріжжя) — український політик, спортсмен, науковець та громадський діяч, плавець, заслужений майстер спорту України, призер Олімпійських ігор, чемпіон світу та Європи з плавання, кандидат педагогічних наук, народний депутат України 8-го скликання. Під час роботи депутатом був головою МДО «Здорова Нація», МДО «Сприяння розвитку водного транспорту України», членом МДО з питань профілактики й боротьби з неінфекційними захворюваннями.

## Спортивна кар'єра
Перший чемпіон світу з плавання у Незалежній Україні, чотириразовий володар Кубку світу з плавання в стилі батерфляй, срібний призер Олімпійських ігор.
Встановив 37 рекордів України. Нагороджений орденами «За заслуги» ІІ та ІІІ ступенів.
У 2004 році ніс прапор України на Олімпіаді в Афінах (брав участь у чотирьох Олімпіадах: 1996, 2000, 2004, 2008 років).
Денис Силантьєв тренувався в спортивному товаристві «Спартак», в Запоріжжі та Києві.
Срібну олімпійську медаль він виборов на сіднейській Олімпіаді в запливі на 200 метрів стилем батерфляй.

## Спортивні досягнення
- 1995 — срібний призер чемпіонату Європи.
- 1996 — дебют на Олімпійських іграх: шосте місце на 200-метрівці батерфляєм.
- 1996, 1997, 1998, 1999 — володар Кубку світу в стилі батерфляй.
- 1998 — перший чемпіон світу з плавання в історії незалежної України.
- 2000 — срібний призер Олімпіади в Сіднеї.
- 2002 — встановив не побитий донині рекорд України на 200-метрівці батерфляєм — 1 хвилина 55,42 секунди.

## Публічна діяльність

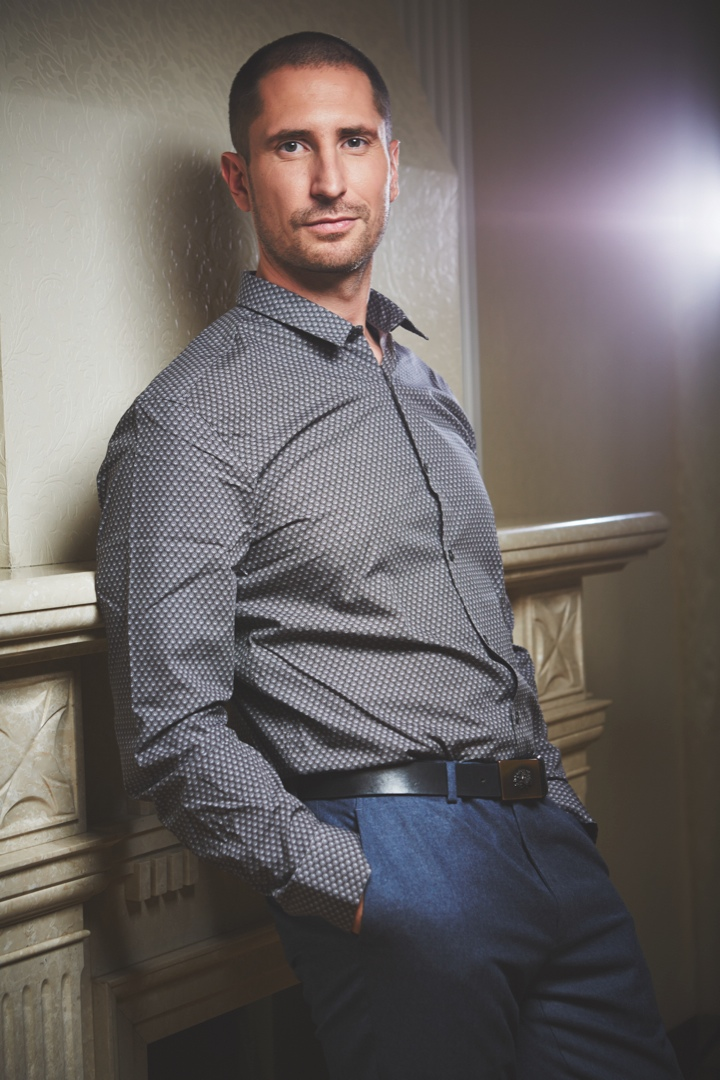

У 2013 році взяв участь у шоу Вишка, де дійшов до фіналу і зайняв 4-те місце.
Кандидат педагогічних наук, захистив дисертацію на тему: реабілітація слабозорих дітей засобами плавання.
Президент Фонду підтримки молодіжного та олімпійського плавання.
У травні 2020 року Силантьєв у соцмережі Facebook запросив приєднатися до поетичного флешмобу присвяченому дню Перемоги, у якому німецько-радянську війну називав «отєчєствєнной войной».